# Hirtenberg
Hirtenberg ist eine Marktgemeinde mit 2614 Einwohnern (Stand 1. Jänner 2025) im Bezirk Baden, Niederösterreich. Südlich des Orts fließt die Triesting.

## Geografie
Der Ort liegt am Talausgang des Triestingtals. Die aus dem Wienerwald kommende Triesting fließt hier ins Wiener Becken.

### Gemeindegliederung
Seit dem 1. Jänner 2022 mit der Gemeindezusammenlegung von Matrei am Brenner mit Mühlbachl und Pfons wurde Hirtenberg zur flächenmäßig kleinsten Marktgemeinde und insgesamt zur drittkleinsten Gemeinde Österreichs (Liste der größten Gemeinden in Österreich nach Fläche).

### Nachbargemeinden
Nachbargemeinden sind Leobersdorf, Enzesfeld-Lindabrunn und Berndorf (St. Veit).
|          |                                             | Leobersdorf |
| Berndorf | Kompassrose, die auf Nachbargemeinden zeigt |             |
|          | Enzesfeld-Lindabrunn                        |             |

## Geschichte
Die ältesten Siedlungsfunde in der Gegend stammen aus der Jungsteinzeit.
Der Ortsname geht auf die Feste Huotto aus dem 13. Jahrhundert zurück, die sich früher auf einer Anhöhe namens Steinkamperl über dem Dorf erhob. 
Nachdem im Jahre 1477 der ungarische König Matthias Corvinus in Österreich eingefallen war und im ganzen Land Orte, Felder und Festungen verwüstet hatte, verzeichnete die Siedlung einen gewissen Niedergang.
Während der Ersten Wiener Türkenbelagerung wurden im Raum Leobersdorf-Enzesfeld-Hirtenberg am 19. September 1532 die letzten Truppen des osmanischen Befehlshabers Kasim Bey aufgerieben.
Am 2. Jänner 1870 (vollzogen am 22. Dezember 1870) kam es mit Allerhöchster Entschließung zur Trennung des Ortes Hirtenberg von den Orts- beziehungsweise Katastralgemeinden Leobersdorf und Enzesfeld sowie zur Konstituierung von Hirtenberg als selbständige Ortsgemeinde – mit einer Fläche von nur 1,10 km².
Ab 1832 befand sich in der Nachbarortschaft Enzesfeld auf dem unweit der Kirche neu angelegten Friedhof  eine Hirtenberger Ecke. 1878 sollte die Gemeinde Hirtenberg zur Erweiterung des voll belegten Enzesfelder Friedhofs einen entsprechenden Beitrag leisten, entschied sich jedoch zur Anlage eines eigenen Ortsfriedhofs, der am 20. Oktober 1878 eingeweiht werden konnte.

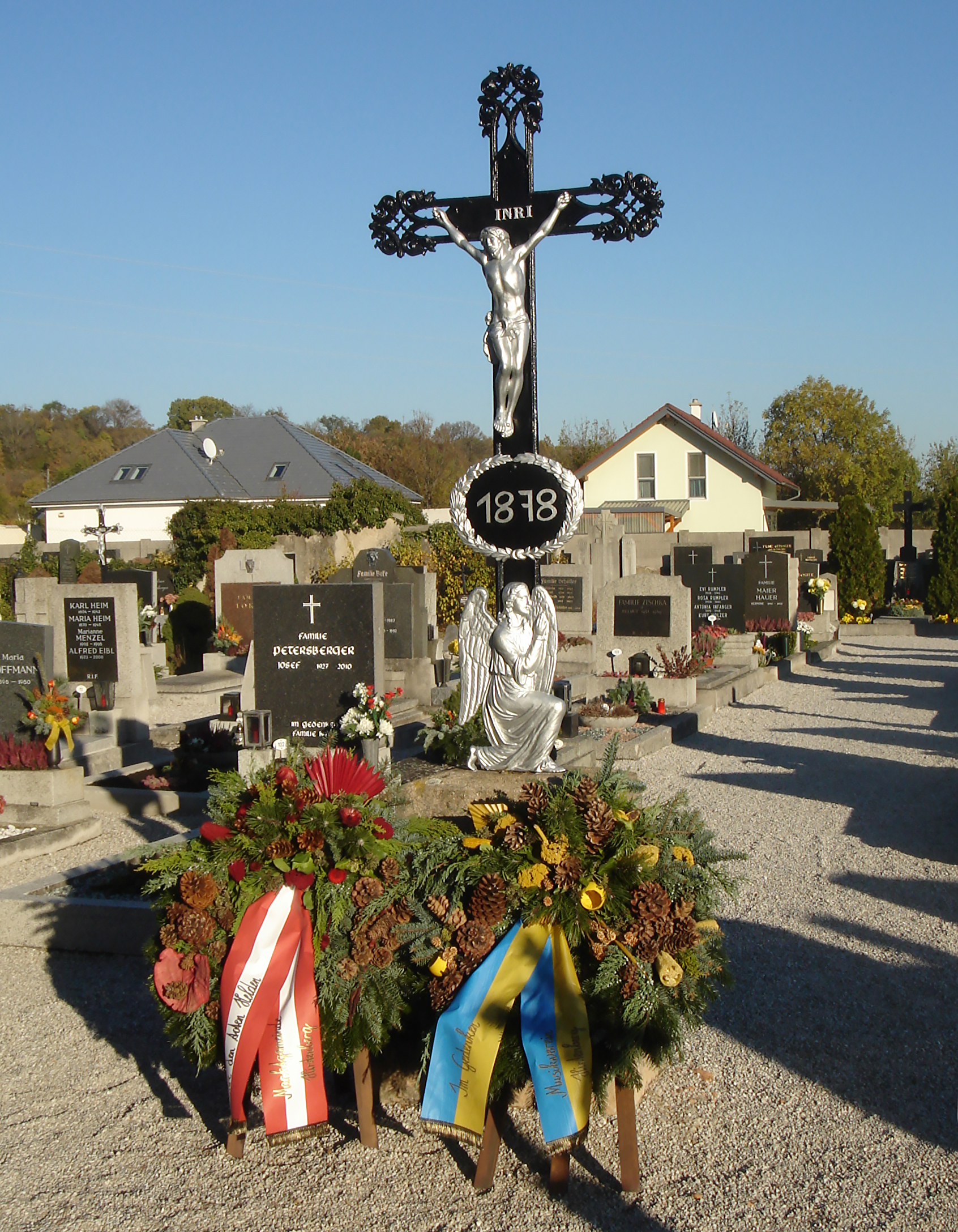
Ortsfriedhof, Gründungskreuz (1878)

Zu Beginn des 20. Jahrhunderts entwickelte sich der zuvor von Landwirtschaft und Weinbau geprägte Ort zum Gewerbestandort. Eine besondere Rolle spielte dabei die Rüstungsindustrie mit der bekannten Hirtenberger Patronenfabrik (siehe auch: Wöllersdorfer Werke und Fritz Mandl). Bei der Markterhebung und Wappenverleihung im Jahre 1929 wählte man als Motive für das Wappen eine Fabrik mit drei rauchenden Schornsteinen und einem Wasserturm.
Am 8. Jänner 1933 enthüllte die Arbeiter-Zeitung die Hirtenberger Waffenaffäre. Mussolini lieferte Waffen an die österreichischen Heimwehren und nach Ungarn. Die Patronenfabrik diente als Zwischenlager.
Die Auftragslage des Munitionswerks in der Zeit vor dem Zweiten Weltkrieg „war gut“: 3800 Beschäftigte erzeugten pro Tag eine Million Patronen. Diese Leistung wurde von keiner ähnlichen Fabrik in Mitteleuropa erreicht.
Für Zwangsarbeit im Zweiten Weltkrieg für die Patronenfabrik (damals Teil der Wilhelm-Gustloff-Stiftung) bestand vom 28. September 1944 bis 15. April 1945 im östlichen Teil des Ortes an der Grenze zu Leobersdorf ein für eine Belegungsstärke von 459 Personen ausgelegtes Frauenlager, ein Außenlager des KZ Mauthausen, dessen Insassinnen Infanteriemunition herstellen mussten.

Hirtenberg (oben rechts) und Umgebung um 1873 (Aufnahmeblatt der Landesaufnahme)

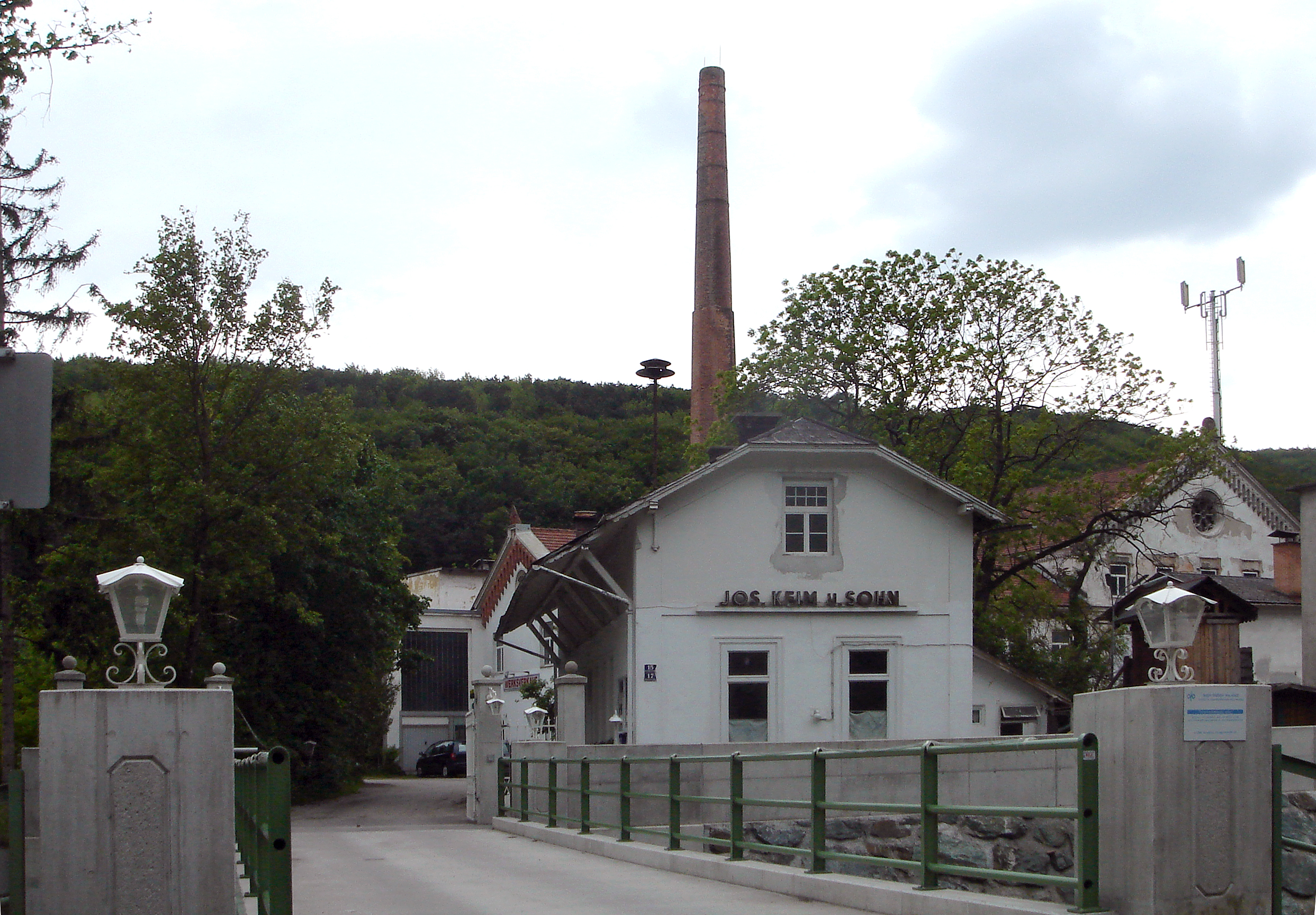
Ehemalige Textilfabrik Josef Keim und Sohn, von jenseits der Triesting-Brücke aus gesehen.

Der Ort besitzt ein reiches Vereinsleben. Das im Jahre 1999 renovierte Kulturhaus bietet Platz für Veranstaltungen mit bis zu 600 Personen.

### Einwohnerentwicklung
| Hirtenberg: Einwohnerzahlen von 1869 bis 2025       | Hirtenberg: Einwohnerzahlen von 1869 bis 2025 | Hirtenberg: Einwohnerzahlen von 1869 bis 2025 | Hirtenberg: Einwohnerzahlen von 1869 bis 2025 | Hirtenberg: Einwohnerzahlen von 1869 bis 2025 |
| --------------------------------------------------- | --------------------------------------------- | --------------------------------------------- | --------------------------------------------- | --------------------------------------------- |
| Jahr                                                |                                               |                                               |                                               | Einwohner                                     |
| 1869                                                | 1869                                          |                                               | 868                                           | 868                                           |
| 1880                                                | 1880                                          |                                               | 833                                           | 833                                           |
| 1890                                                | 1890                                          |                                               | 1.238                                         | 1.238                                         |
| 1900                                                | 1900                                          |                                               | 1.480                                         | 1.480                                         |
| 1910                                                | 1910                                          |                                               | 2.148                                         | 2.148                                         |
| 1923                                                | 1923                                          |                                               | 2.560                                         | 2.560                                         |
| 1934                                                | 1934                                          |                                               | 2.324                                         | 2.324                                         |
| 1939                                                | 1939                                          |                                               | 2.410                                         | 2.410                                         |
| 1951                                                | 1951                                          |                                               | 2.113                                         | 2.113                                         |
| 1961                                                | 1961                                          |                                               | 2.141                                         | 2.141                                         |
| 1971                                                | 1971                                          |                                               | 2.164                                         | 2.164                                         |
| 1981                                                | 1981                                          |                                               | 2.147                                         | 2.147                                         |
| 1991                                                | 1991                                          |                                               | 2.088                                         | 2.088                                         |
| 2001                                                | 2001                                          |                                               | 2.270                                         | 2.270                                         |
| 2011                                                | 2011                                          |                                               | 2.668                                         | 2.668                                         |
| 2021                                                | 2021                                          |                                               | 2.574                                         | 2.574                                         |
| 2025                                                | 2025                                          |                                               | 2.634                                         | 2.634                                         |
| Quelle(n): Statistik Austria, Gebietsstand 1.1.2021 |                                               |                                               |                                               |                                               |

## Kultur und Sehenswürdigkeiten

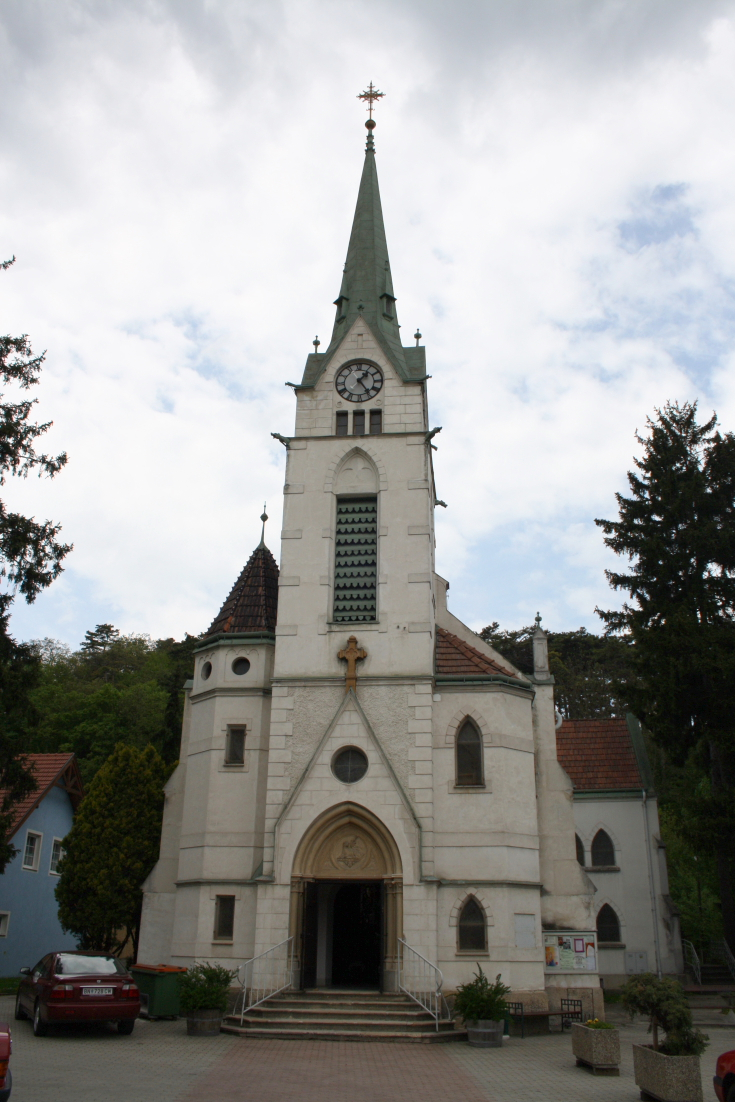
Pfarrkirche Hirtenberg

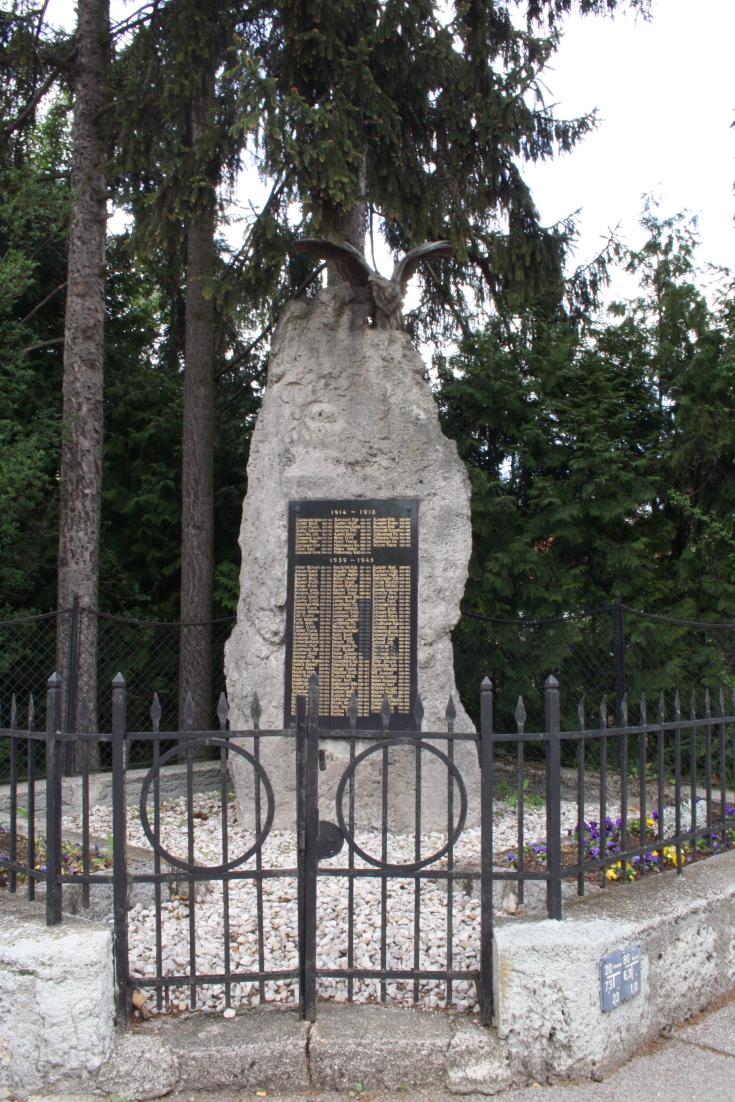
Soldatendenkmal, rechts vor der Kirche

- Katholische Pfarrkirche Hirtenberg hl. Elisabeth
- Soldatendenkmal neben der Kirche: Ein acht Tonnen schwerer Gesteinsblock aus Merkenstein, der von einem flügelschwingenden Adler aus Bronze bekrönt wird, mit einer Marmortafel mit den Namen der Gefallenen und Vermissten aus dem Ersten (28 Opfer) und Zweiten Weltkrieg (118 Opfer). Die Enthüllung fand am 30. Oktober 1932 statt.[6]

## Wirtschaft und Infrastruktur

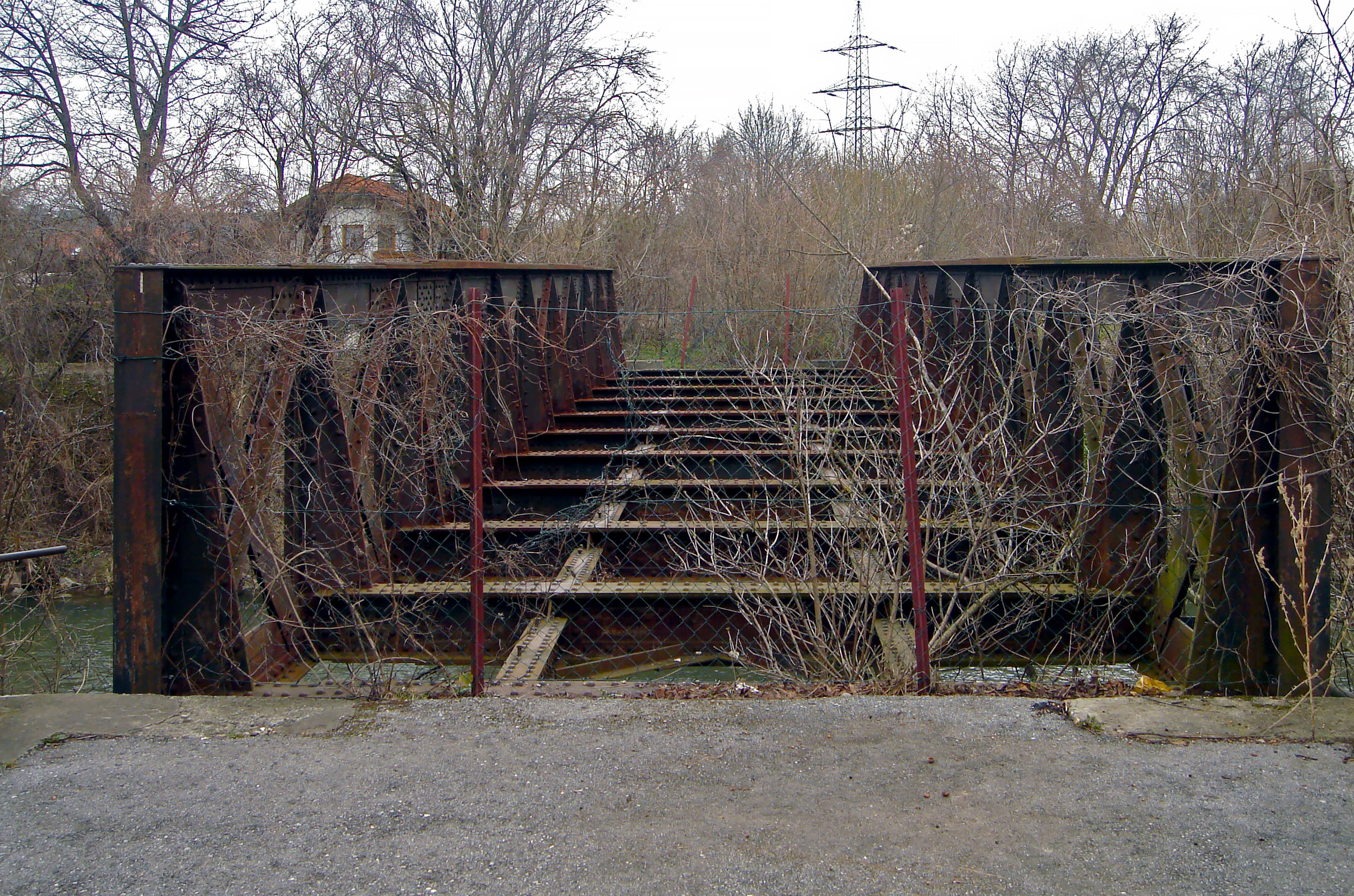
Primärstruktur der die Triesting überspannenden Fachwerk-Stahlbrücke der 1978 abgebauten Schleppbahn zur Patronenfabrik

### Verkehr
Am Ort vorbei fährt die Südwestbahn von Leobersdorf kommend (und seit 2004 zwischen Weißenbach-Neuhaus und Hainfeld von einer Buslinie ersetzt) durch das Triestingtal und das Gölsental nach Sankt Pölten.
Die Haltestelle Hirtenberg, auf Enzesfelder Gemeindegebiet zwischen einem bewaldeten Abhang und dem Ufer der Triesting beengt gelegen, diente, lagebestimmt, stets nur dem Personenverkehr. Lokale Güter kamen (und kommen) über den Bahnhof Enzesfeld auf die Schiene. Für die in Hirtenberg sich befindenden Industriebetriebe wurden Schleppgleise Richtung bzw. zum Bahnhof Enzesfeld-Lindabrunn verlegt (1916: Fa. Fridolin Keller; 1917: Patronenfabrik; o. J.: zur Textilfabrik Josef Keim und Söhne sowie Fa. KROMAG), die jedoch sämtlich wieder entfernt wurden.
Parallel zur Bahn verläuft die Hainfelder Straße B18. Eine Buslinie fährt sowohl Richtung Berndorf als auch über Enzesfeld nach Leobersdorf.

### Öffentliche Einrichtungen
- Die seit 1962 bestehende Justizanstalt Hirtenberg ist die fünftgrößte Strafvollzugseinrichtung in Österreich. Hier war bis 1918 das 1898 von Fischau, Niederösterreich, abgewanderte k.u.k. Officierswaiseninstitut untergebracht (siehe auch: Sanatorium Hirtenberg).
- Das ehemalige Laura-Gatner-Haus der Diakonie für unbegleitete minderjährige Flüchtlinge wurde 2019 geschlossen und wieder in ein normales Wohnhaus umgewandelt.

### Bildung
In der Gemeinde gibt es ein Montessori Kleinkindhaus, einen Kindergarten, eine Volksschule und eine Neue Mittelschule.

## Politik

### Gemeinderat
Der Gemeinderat hat 21 Mitglieder.
- Nach den Gemeinderatswahlen in Niederösterreich 1990 hatte der Gemeinderat folgende Verteilung: 12 SPÖ und 9 ÖVP.
- Nach den Gemeinderatswahlen in Niederösterreich 1995 hatte der Gemeinderat folgende Verteilung: 16 SPÖ und 5 ÖVP.[12]
- Nach den Gemeinderatswahlen in Niederösterreich 2000 hatte der Gemeinderat folgende Verteilung: 18 SPÖ, 2 ÖVP und 1 FPÖ.[13]
- Nach den Gemeinderatswahlen in Niederösterreich 2005 hatte der Gemeinderat folgende Verteilung: 16 SPÖ, 3 ÖVP und 2 FPÖ.[14]
- Nach den Gemeinderatswahlen in Niederösterreich 2010 hatte der Gemeinderat folgende Verteilung: 9 SPÖ, 6 SCHABL, 4 FPÖ und 2 ÖVP.[15]
- Nach den Gemeinderatswahlen in Niederösterreich 2015 hatte der Gemeinderat folgende Verteilung: 13 SPÖ, 5 FPÖ und 3 ÖVP.[16]
- Nach den Gemeinderatswahlen in Niederösterreich 2020 hatte der Gemeinderat folgende Verteilung: 14 SPÖ, 4 ÖVP und 3 FPÖ.[17]
- Nach den Gemeinderatswahlen in Niederösterreich 2025 hat der Gemeinderat folgende Verteilung: 15 SPÖ, 4 FPÖ und 2 ÖVP.[18]

### Bürgermeister
- 2003–2017 Gisela Strobl (SPÖ)
- seit 2017 Karl Brandtner (SPÖ)[19]

## Persönlichkeiten

### Ehrenbürger der Gemeinde
- 2018: Gisela Strobl, Bürgermeisterin (2003–2017)[20]

### Söhne und Töchter der Gemeinde
- Maria Keller-Siller (1893–1990), Leichtathletin
- Béla Barényi (1907–1997), Autokonstrukteur, Vater der passiven Sicherheit
- Carlo Romatko (1907–1991), Opernsänger (Tenor) und Schauspieler (Die letzte Chance)[21]
- Hans Adam (1925–2013), Zoologe[22]
- Hannes Seifert (* 1971), Videospiel-Produzent